# Nimrod Greenwood
Nimrod "Nim" Greenwood (ur. 28 października 1929 w Nowej Południowej Walii, zm. 9 września 2016 w Sydney) – australijski wioślarz, brązowy medalista olimpijski.
Wystąpił na igrzyskach olimpijskich w Helsinkach w 1952 roku, gdzie Australijczycy w składzie: Bob Tinning, Ernest Chapman, Nimrod Greenwood, Mervyn Finlay, Edward Pain, Phil Cayzer, Tom Chessell, Dave Anderson i Geoff Willamson (sternik) zdobyli brązowy medal w ósemkach. W finale o 7,2 sekundy przegrali z osadą USA, a o 1,9 sekundy szybsza była osada ZSRR. Był to jego jedyny start olimpijski.
W latach 1950-55 startował w wyścigu King’s Cup, zwyciężając w latach 1950-51. 